# Los Sims 2: noctámbulos
Los Sims 2: Noctámbulos (título original: The Sims 2: Nightlife), es la segunda expansión del juego de simulación creado por Will Wright Los Sims 2 que se publicó en septiembre de 2005. El pack de expansión se centra en la zona centro de la ciudad nueva, que tiene varias actividades, como los bolos, karaoke, cena y baile y una cabina de fotografías. Como curiosidad, cabe destacar que es la expansión con más éxito de Los Sims 2.

## Características
El juego es una adaptación de un paquete de expansión del juego original de Los Sims titulado Los Sims: primera cita, que se centró en las nuevas interacciones sociales y los lugares para los Sims para visitar, como una discoteca o un restaurante romántico. Algunos de los artículos también son similares a los encontrados en Los Sims: House Party y Los Sims: Superstar.
Las nuevas adiciones incluyen colecciones, nuevas interacciones, y más de 125 nuevos objetos. Algunos de los nuevos personajes no controlables por el jugador, incluyen DJ, una casamentera, gitana y vampiros.
- Datos: Q754709